# 수봉강제
수봉강제(授封強制, 독일어: Leihezwang)는 중세 독일의 봉건법상 규정이다. 영주는 복귀된 봉토(封土)를 1년 1일 이내에 재차 수봉(授封)하지 않으면 안된다. 프리드리히 1세는 작센공(公) 하인리히 사자공(獅子公)에게 성실 의무 위반이란 이유로 영지(領地)의 몰수를 선고했다(1180). 그러나 몰수된 작센과 바이에른은 제국 제후에게 재수봉(再授封)하지 않으면 안되었다. 이로 말미암아 복귀한 제후 봉토(Lehen)를 영국, 프랑스처럼 국왕의 손에 집중시키는 것은 불가능해지고, 제국 제후 신분의 란트(Land) 형성에의 길이 열려 통일 국가 형성은 좌절됐다.